# عول
العول في حساب الفرائض من فقه المواريث هو في اللغة بمعنى: «الزيادة» وفي الاصطلاح هو: (زيادة في السهام يلزم عنها نقص في الأنصباء) ويختص بمسائل الإرث التي يكون فيها تزاحم أصحاب الفروض دون أصحاب التعصيب وتذكر المصادر أنّ أوّل ما حكم فيه بالعول في الإسلام كان عمر، حيث ماتت امرأة عن زوج واختين، فجمع السهام كلّها وقسّم الفريضة عليها ليدخل النقص على كلّ واحد بقدر فريضته. فلو كانت المسألة (زوج وأختان شقيقتان) مثلا فمسألتهم من ستة للزوج النصف 3 من 6 وللأختين الثلثان 4 من 6 المجموع 4+3=7 فأصل المسألة: 6 وتعول إلى: 7 وأصول المسائل التي يمكن دخول العول عليها هي: (6)/ (12)/ (24). عندما لا يحصل المستحق على فرضه كاملا، أما العاصب إذا لم يبق له شيء فإنه يسقط إلا في مسألة المشتركة

## العول في حساب الفرائض
العول في اللغة معناه: «الزيادة» ومنه قول الله تعالى: ﴿ذلك أدنى ألا تعولوا﴾ ومعناه في حساب الفرائض من علم الفرائض في الفقه الإسلامي هو: (زيادة في السهام ونقص في الأنصباء) فهو: تزاحم وارثين أو أكثر من أصحاب الفروض في مقدار النصيب، بحيث لو أعطينا البعض نصيبه كاملا لزم عن ذلك حرمان الآخر أو نقصه عن جميع نصيبه، والوارث بالتعصيب فقط إن لم يبق له من المال شيء سقط إلا في مسألة المشتركة. أما مستحق الإرث بالفرض فلا يسقط بسبب نقصان الأنصباء وتزاحم الفروض. وأنواع المسائل بحسب أصولها
- مسائل عادلة: وهي التي ينقسم أصلها على أصحاب الفروض

فيها من غير زيادة ولا نقص. مثل: زوج وشقيقة؛ لكل منهما النصف، وأصل المسألة اثنان.
- مسائل ناقصة؛ وهي التي ينقص فيها أنصباء أصحاب الفروض عن مقدار أصلها من غير نقصان السهام. مثل: زوج وابن فأصل المسألة من مخرج الربع 4 للزوج الربع 1 من 4 والباقي 3 للابن.
- مسائل عائلة: وهي التي يزيد فيها مقدار سهام ذوي الفروض مع نقصان أنصبائهم. مثل: زوج وشقيقتان وأم؛ مسألتهم من ستة للزوج النصف ثلاثة، وللأختين الثلثان أربعة، وللأم السدس واحد، وتعول المسألة إلى ثمانية.

## العول في أصول المسائل
أصول المسائل المتفق عليها في حساب الفرائض سبعة أصول هي: اثنان وثلاثة وأربعة وستة وثمانية وإثنى عشر وأربعة وعشرون. والتي يمكن دخول العول عليها ثلاثة هي:
(6)/ (12)/ (24)
1. الستة تعول إلى: 7/ 8/ 9/ 10 .
2. الإثنى عشر؛ تعول إلى: أن تبلغ 17 .
3. الأربعة والعشرون؛ تعول إلى: 27 .

## عول العدد ستة
العدد: (ستة) هو بمعنى: «مجموع سهام المسألة» ويسمى: «أصل المسألة». فإذا كان أصل المسألة هو العدد (ستة)؛ فإما أن تنقسم هذه الستة على الورثة من غير عول، مثل: أم وابن، للأم السدس (واحد)، وللابن الباقي وهو (خمسة)، وإما أن تعول الستة، ويكون عولها في أربعة أحوال.

### عول الستة إلى سبعة
عول الستة إلى سبعة؛ مثل: زوج وأختين شقيقتين، للزوج النصف ومخرجه: اثنان، وللأختين الثلثان ومخرجه ثلاثة، بين الاثنين والثلاثة؛ تباين فيضرب 2×3=6 فيكون أصل المسألة هو: (ستة). ويظهر معنى العول عند قسمة الستة على الورثة في المسألة، فنصيب الزوج النصف وهو (ثلاثة) من أصل المسألة ستة، ونصيب الأختين ثلثان وهو: (أربعة) من ستة، فلو أخذ أحد الورثة حظه كاملاً؛ فهذا يستلزم نقصان سهام الوارث الآخر. فيعطى الزوج ثلاثة، وللأختين أربعة، والناتج هو: (سبعة) مبلغ سهام المسألة -بالعول- وهي عائلة بالسدس منها.

### عول الستة إلى ثمانية
إذا كان أصل المسألة هو العدد (ستة)؛ فيمكن أن تعول إلى: (ثمانية)، في بعض الصور، مثاله: ماتت امرأة وخلفت زوجها وأمها وأختها الشقيقة، فلزوجها النصف ومخرجه اثنان، ولأمها الثلث ومخرجه ثلاثة، ولأختها النصف ومخرجه اثنان، مجموع المخارج هي: (اثنان+ثلاثة+اثنان). والعلاق بين: (2) و (2) «التماثل» فنكتفي بأحدهما، وبين (2) و (3) «تباين» فيضرب أحدهما في الآخر، 2×3=6، فالناتج (ستة) هو أصل المسألة. للزوج (ثلاثة)، وللأم (اثنان)، وللشقيقة (ثلاثة). والفروض في هذه الصورة (نصفان، وثلث)، وهي فروض غير تامة بسبب العول، فسهام الزوج مثلا ليست ثلاثة من ستة، بل هي ثلاثة من ثمانية بعد عول المسألة.
صورة المسألة
أصل المسألة ستة وتبلغ بالعول ثمانية
| مسألة | أصلها6 وتعول إلى 8 | فرض |
| ----- | ------------------ | --- |
| زوج   | 3                  | نصف |
| أم    | 2                  | ثلث |
| شقيقة | 3                  | نصف |

### عول الستة إلى تسعة
| مسألة     | أصلها6 وتعول إلى 9 | فرض     |
| --------- | ------------------ | ------- |
| زوج       | 3                  | النصف   |
| شقيقتان   | 4                  | الثلثان |
| أختان لأم | 2                  | الثلث   |

### عول الستة إلى عشرة
| مسألة         | أصلها6 وتعول إلى 10 | فرض     |
| ------------- | ------------------- | ------- |
| زوج           | 3                   | النصف   |
| أم            | 1                   | السدس   |
| أختان شقيقتان | 4                   | الثلثان |
| أختان لأم     | 2                   | الثلث   |

## الرد في حساب الفرائض
الرد في حساب الفرائض هو: (نقصان في السهام وزيادة في الأنصباء) عكس العول. ومعناه: أن يرد الباقي من المال بعد أصحاب الفروض إن وجد، على أصحاب الفروض. مثل: بنت وأم؛ أصل المسألة ستة، للبنت النصف 3 وللأم السدس 1 والباقي 2 يرد عليهما لكل بقدر نسبة فرضه، ويرجع أصل المسألة في هذه الحالة إلى 4 فيكون نصيب الأم بالفرض والرد معا هو الربع 1 من 4 ونصيب البنت بالفرض والرد معا ثلاثة أرباع 3 من 4 .
والأصل في الباقي بعد أصحاب الفروض أن يكون للعصبات فإن لم يوجدوا؛ فالبعض يورث بيت المال وهو قول مالك حيث قال بتوريثه مطلقا، وعند الشافعي يرث إذا انتظم
وأما القائلون بعدم توريث بيت المال؛ كالحنفية فيقولون بأن الباقي يرد على أصحاب الفروض ماعدا أحد الزوجين فلا يكون ممن يرد عليه.

## اقرأ أيضاً
- علم الفرائض
- العصبات
- جهات العصوبة
- فروض الإرث
- الحجب
- إرث الجدات
- الإرث في الإسلام
- المشتركة
- حساب الفرائض

## هوامش
1. ↑  نظام الإرث في الشريعة الإسلامية الغراء ، جعفر السبحاني ، مجلد 1، صفحه :9